# Бічур
Бічу́р (рос. Бичур) — село у складі Артемовського міського округу Свердловської області.
Населення — 144 особи (2010, 138 у 2002).
Національний склад населення станом на 2002 рік: росіяни — 94 %.